# Obeidia leptosticta
Obeidia leptosticta là một loài bướm đêm trong họ Geometridae.